# Natacha Ratto
Natacha Ratto est une autrice de bande dessinée française.
Après avoir étudié l'architecture, Natacha Ratto publie quelques strips sur Instagram qui sont mis en avant par l'application. Ils sont remarqués par l'éditeur Webtoon, qui prévoit de s'installer en France et la contacte. Âgée de 26 ans, Natacha Ratto développe sa série Sex, Drugs & RER, qui est publiée sur Webtoon à partir de mars 2020 et qui comporte 138 épisodes. C'est un succès : mi-2023, elle cumule 21 millions de vues.
Le 11 juin 2024, Natacha Ratto publie une nouvelle série intitulé Jobless en collaboration avec Issa Boun.
Le 26 février 2025, Sex, drug & RER, sort en librairie, édité par Delcourt. 

## Œuvres webtoon
1. Sex, drugs & RER (2020)
2. Jobless (2024)